# Langenberger Moor
Das Langenberger Moor ist ein Naturschutzgebiet in der niedersächsischen Stadt Haselünne im Landkreis Emsland.
Das Naturschutzgebiet mit dem Kennzeichen NSG WE 166 ist 15,2 Hektar groß. Es liegt südlich von Haselünne und stellt ein kleines Moorgebiet in einer Senke unter Schutz, das von einem flachen Dünenzug umgeben wird. Die Moorfläche ist fast vollständig bewaldet. An das Naturschutzgebiet schließen sich landwirtschaftliche Nutzflächen an.
Das Gebiet steht seit dem 18. Januar 1986 unter Naturschutz. Zuständige untere Naturschutzbehörde ist der Landkreis Emsland.